# ابوعلی رودباری
شیخ ابوعلی رودباری قطب دوم بعد از غیبت کبرای حجت بن الحسن در سلسلهٔ نعمت‌اللهی است.
ابوعلی رودباری، نامش احمد و پدر وی محمّد بن ابوالقاسم است. وی اصالتاً اهل رودبار اصفهان بوده و در بغداد بزرگ شده‌است. نسب وی را به امرای ساسانی می‌رسانند. دربارهٔ زمان تولد او اطلاعاتی در دست نیست. او در مصر مقیم شد و در همان‌جا میان سالهای ۳۲۰ تا ۳۲۳ درگذشت.

## دربارهٔ او
زین العابدین شیروانی ملقّب به مست‌علی‌شاه در بستان السّیاحه ذکر می‌کند که: «... و دیگر رودبار اصفهان در کنار زنده رود … جایی خوش و هوایی دلکش و ابوعلی که یکی از مشایخ سلسله علیّه است از همین رودبار بوده. فقیر امسال به زیارت آن بزرگوار موفّق شده در آن قریه که مدفونست مشهور به ده بوعلی است.»

## اساتید وی
استادان او در علمِ ادب ثعلب، در حدیث ابراهیم الجری، در فقه ابوالعبّاس بن سریج و در تصوف جنید بغدادی و ابوالعباس مسروق بودند.
ابوعلی با بسیاری از مشایخ روزگار خود مانند جنید بغدادی، ابوحمزه بغدادی، ابوعبدالله جلاء، ابوالحسین نوری و بنداز صیرفی، ابوالحسن سیوطی، ابوبکر بن ابی سعدان و ابوالقاسم رازی مصاحبت داشت.
در تذکره‌ها و کتب عرفانی، آنجا که شرح مختصری از زندگی ابوعلی رودباری آورده شده‌است، وی را جزء صاحبان ریاست و وزارت و دارای فنّ دبیری معرّفی نموده‌اند. خواجه عبدالله انصاری در طبقات الصوفیه و به تبعیت از وی جامی در نفحات الانس وی را از طبقهٔ رابعه (چهارم) می‌دانند که منظور طبقات مصطلح اهل سیر است که عبارتند از:
طبقه اوّل: اصحاب، طبقه دوم: تابعین، طبقه سوم: اتباع تابعین، طبقه چهارم: دیگران
رودباری با بسیاری از مشایخ وقت صحبت داشته‌است؛ از جمله ابوالحسن نوری و ابوحمزه خراسانی و ابوحجره محمّد بن ابراهیم بغدادی و ابوبکر قطیفی و ابوعمرو دمشقی. تربیت کلّی و کمال معنوی وی توسّط جنید بغدادی صورت گرفت. ابوعلی رودباری و از طرف جنید به جانشینی وی انتخاب گردید. رودباری مدّتی در بغداد به هدایت و ارشاد عباد مشغول و آخر عمر به مصر عزیمت نمود و در آن سرزمین بین سنوات سیصد و بیست تا سیصد و بیست و سه درگذشت. مدت قطبیت وی حدود بیست و چهار سال بوده‌است. ابوعلی رودباری مرشد معنوی ابوعلی کاتب بود و وی را به عنوان جانشین و قطب بعد از خود انتخاب نمود.
دراویش سلسلهٔ نعمت‌اللهی، ابوعلی رودباری را قطب دوم سلسله نعمت‌اللهی بعد از غیبت کبرای امام دوازدهم می‌دانند.

## شرح حال ابوعلی رودباری در منابع عرفانی
علی بن عثمان جلّابی هجویری در کشف المحجوب در ذکر احوال ابوعلی رودباری چنین گفته‌است: 
«و مِنهم: شیخ محمود و معدن جود ابوعلی احمد بن محمد بن القاسم الروّدباری رضی اللهّ عنه. از جوانمردان متصوّفه بود و سرهنگان ایشان و از ابنای ملوک بود. اندر فنون معاملات شأنی عظیم داشت؛ و وی را آیات و مناقب بسیار است و کلام لطیف اندر دقایق این طریقت از وی می‌آید که گفت: «المُریدُ لایُریدُ لِنَفْسِهِ إلاّ ما أرادَ اللهُّ لَهُ و المرادُ لایریدُ مِنَ الکَوْنَیْن شَیئاً غَیْره.» .»
خواجه عبدالله انصاری در طبقات الصوفیه در شرح احوال ابوعلی رودباری چنین گفته‌است: 
«کان من ابناء الروساء و الوزراء لزم الجنید و صحبه و اقام بمصر و صار شیخ الصوفیه و رئیسهم و مات سنه ثلث و عشرین و ثلثمائه، و هو خال ابی‌عبداللهّ الرودباری. نام وی احمد بن محمّد بن القاسم بن منصور بن شهریار بن مهر فاذار بن فرعده بن کسری؛ و گفتند: که نام وی محمّد بن احمد است. گفتند: کی حسن بن همام بود. لکن نه درست است. از اهل بغداد است، به مصر بوده و شیخ مصریان ایذ و آنجا برفته در سنه اثنی و عشرین و ثلثلمائه؛ و گویند کی سنه ثلث و عشرین. شاگرد بوالعباس مسروق ایذ و با جنید و نوری و بوحمزه و حسن مسوحی صحبت کرده و آن طبقه به بغداد؛ و به شام بابوعبدالله جلا صحبت کرده، عالم بوده و فقیه و حافظ و ادیب و امام و سیّد قوم. خال بوعبداللّه رودباری ایذ و شاعر صوفیان، و به اصل از بغداد بود از ابناء روسا و وزراء و دبیران، با جنید بوده روزگاری، یگانه ائمه این قوم…»
در قدیم شیخ الاسلام می‌گفت: که من شاگرد یوسف حسین رازی‌ام، و مرید حصری‌ام، و غلام واسطی‌ام، و فدی بوعلی رودباری‌ام….
بوعلی رودباری گوید: کی استاد من در تصوّف جنید ایذ، و در فقه بوالعبّاس سریج، و در ادب بوالعبّاس ثعلب، و در حدیث ابرهیم حربی؛ و نعم ما قال؛ و ابوعلی کاتب گوید: ما رایت اجمع بعلم الشریعة و الحقیقة من ابی علی الرودباری. کی ویرا ابیات است درین کوی نیکو، یکی آنک گوید:
| من لم یکن بک فانیاً عن حظه |  | اذ تیمته صبابة جمعت له فکانه بین المراتب قایم |

شیخ الاسلام گفت: که مرا درین شعر حسد است، که هیچ‌کس را جای باز نگذاشته که همه بگفته، معنی ابیات وی آنست که می‌گوید: هر که نه به بقاء تو از خود فانی گشته یا باری در بند تو متواری گشته، مردیست در غلط افتاده از بهینه محجوب مانده در تمنی افتاده.
و بوعلی رودباری گفته: والاهم قبل اعمالهم و عاداهم قبل اعمالهم ثم جازاهم باعمالهم.
شیخ الاسلام گفت: که کلّ این علم همه اینست و خلق غافل‌اند ازین، خلق مشغول به پوست‌اند، مغزی باید یعنی حقیقتی؛ و هم وی گفته: حجب الخلق بالخلق و انفرد الحق بالحق بلاخلق… .»
ابوالقاسم قشیری در رسالهٔ قشیریه در شرح زندگانی مشایخ اهل مصر گوید: 
«و از ایشان بود ابوعلی احمد بن محمّد الرودباری رَحْمَة اللهِّ عَلَیْهِ، بغدادی بود و به مصر مقیم بود و وفاة وی آنجا بود اندر سنهٔ نیّف و عشرین و ثلثمایه. صحبت جنید و نوری و ابن جلّا و این طبقه کرده بود و ظریف‌ترین پیران بود. ابوالقاسم دمشقی گوید ابوعلی رودباری را پرسیدند که چه گوئی اگر کسی ازین ملاهی سماع کند و گوید مرا این حلالست که من به درجه‌ای رسیده‌ام که اختلاف احوال اندر من اثر نکند؟ گفت: آری برسید ولکن به دوزخ.»
وی را پرسیدند از تصوّف. گفت: این مذهبی است همه جِدّ و هیچ چیز از هزل با وی میامیزید.

منصور بن عبدالله گوید: 
«کی رودباری گفت که: از غرورست کی تو زشت کنی و با تو نیکوئی کنند و انابت دست بداری و توبه و چنان دانی که با تو مسامحت همی کنند اندر خطاها که بر تو می‌رود و چنان دانی کی آن بسط حق است تو را.
وی گفت که استاد من اندر تصوفّ جُنَیْد بودست و اندر فقه ابوالعباّس سُرَیْج و اندر ادب ثَعلَب و اندر حدیت ابراهیم حربی.»

عطّار در تذکرة الاولیا در ذکر احوال ابوعلی رودباری چنین آورده‌است: 
«آن رنج کشیدهٔ مجاهده آن گنج گزیدهٔ مشاهده آن بحر حلم و دوستداری شیخ علی رودباری رحمةالله علیه رحمة واسعة از کاملان اهل طریقت بود و از اهل فتوت و ظریفترین پیران و عالمترین ایشان به علم حقیقت و در معامله و ریاضت و کرامت و فراست بزرگوار بود و اهل بغداد جملهٔ حضرت او را خاضع بودند و جنید قایل به فضل او بود و به همه نوعی به صواب بود و درحقایق زبانی بلیغ داشت و در مصر مقیم بودی و صحبت جنید و نوری و ابن جلا یافته و او را کلماتی بلیغ و اشاراتی عالی است.»
و شرف الدّین ابراهیم روزبهان اوّل در تحفة اهل عرفان در ذکر مشایخ شام آورده‌است: 
«و شیخ ابوعبداله رودباری بود، رحمةالله علیه، نامش احمدبن عطاء شیخ شام بود، در وقت خود؛ و در سنهٔ تسع و ستین و ثلثمائة از دنیا مفارقت فرمود به موضعی که آن را صور گویند.»
جامی در نفحات الانس با بهره از مطالب مندرج در طبقات الصّوفیه، در شرح حال ابوعلی رودباری آورده‌است: 
«وی از طبقهٔ رابعه است، نام وی احمد بن محمّد بن القاسم بن منصور، از ابنای رؤسا و وزراست، و نسب وی به کسری می‌رسد.
روزی جنید در مسجد جامع سخن می‌گفت، گذر وی بر مجلس جنید افتاد و جنید با مردی سخن می‌گفت. با آن مرد گفت: «إسمَعْ یا هذا!» ابوعلی پنداشت که او را می‌گوید، بیستاد و گوش با وی داشت: کلام جنید در دل وی جای گرفت و اثر تمام کرد. هرچه در آن بود ترک کرد و بر طریقت قوم اقبال نمود. حافظ حدیث بوده و عالِم و فقیه و ادیب و امام و سیّد قوم، خال ابوعبداللهّ رودباری است.
ابوعلی کاتب گوید: «ما رأیتُ أجمع لعلمِ الشرّیعةِ و الحقیقةِ من أبی علی الروّدباری، رحمه اللهّ تعالی.»
هرگاه که ابوعلی کاتب، ابوعلی رودباری را نام بردی، گفتی که «سیِّدَنا» شاگردان وی را از آن رشک می‌آمد، گفتند: «این چیست که وی را سیّد خود می‌گویی؟» گفت: «آری، او از شریعت به طریقت شد، ما از حقیقت به شریعت می‌آییم.» ...
... ابوعلی رودباری در بغداد با جنید و نوری و ابوحمزه و مُسوحی و با آنان که در طبقهٔ ایشان بودند از مشایخ قدّس اللهّ اسرارهم صحبت داشته، و در شام با ابوعبداللهّ جلاّ. وی از بغداد است، امّا به مصر مقیم گشته و شیخ مصریان و صوفیان ایشان بوده و از شعرای صوفیان است.»
«خلیفهٔ جنید؛ اصلش از رودبار اصفهان. در شأن او جنید گفته: «ما رایت اجمع لعلم الشریعة و الطریقة و الحقیقة من ابی‌علی الرودباری» در سال ۳۲۲ وفات نموده.»

## ذکر ابوعلی رودباری در منابع عرفانی
«از احمد بن علی وجیهی شنیدم که می‌گفت از ابوعلی رودباری شنیده که گفته‌است استادش در علم تصوّف جنید بوده‌است و در فقه ابوعباس بن سُرَیج و در نحو و لغت ثعلب و در حدیث ابراهیم حربی.»
خواجه عبدالله انصاری، ابوالعبّاس بن مسروق را یکی از اساتید رودباری ذکر می‌کند: «نام وی احمد بن مسروق الطوسی سکن به بغداد و مات بها، در سنة تسع و تسعین و مائتین و گفتند که در صفر سنه ثمان و تسعین» والله اعلم. جنید از وی حکایت کند، از استادان بوعلی رودباری است شاگرد حارث محاسبی و سری سقطی و محمّد بن منصور و محمّد بن الحسین البرجلانی، باایشان صحبت کرده، از قدیمان مشایخ قومست و أجلّهٔ ایشان.» و شیخ عبدالرّحمن جامی نیز به احتمال بسیار با استفاده از همین منبع در نفحات الانس در شرح حال ابوالعبّاس بن مسروق آورده: «از طبقهٔ ثانیه است. نام وی احمدبن محمّد بن مسروق است. از اهل طوس است به بغداد ساکن شد و هم آنجا از دنیا برفت، در سنهٔ تسع و تسعین و مأتین و گفته‌اند در صفر سنهٔ ثمان و تسعین و مأتین و اللهّ تعالی اعلم. جنید از وی حکایت کند. از استادان ابوعلی رودباری است. شاگرد حارث محاسبی و سَریّ سَقَطی و محمّدبن منصور و محمّدبن الحسین البُرجلانی است. با ایشان صحبت داشته از قدمای مشایخ قوم است و أجلّهٔ ایشان.»
همچنین جامی در نفحات الانس در شرح حال ابوحامد الأَسْوَد معروف به الزَّنجی (زنگی؟) آورده: «وی از استادان ابوعلی رودباری است.»
خواجه عبدالله انصاری در طبقات الصّوفیه در شرح حال ابوعلی کاتب مصری آورده‌است: «نام وی حسن بن احمد از مهینان مشایخ است صحبت کرده با بوبکر مصری و بوعلی رودباری یگانهٔ مشایخ وقت. … از اقران رودباری است و با یعقوب ری.
شیخ الاسلام گفت کی هرگه بوعلی کاتب شیخ بوعلی رودباری را نام بردی گفتی که: سید ما. شاگردان وی ازان
رشک می‌آمد، وی را گفتند: چیست این که وی را سیّد خود می‌گوئی؟ گفت: آری، وی از شریعت به حقیقت شد، ما از حقیقت به شریعت می‌آئیم.
شیخ الاسلام گفت: مرد از پیشگاه به آستان نفرستند، تو ندانی که او که از آستان واپیشگاه فرستند کیست؟ پس
سرد بُوَد، کی از ناز با نیاز فرستند، از نیاز با ناز آی، و از طهارت به نماز شو.»
خواجه عبدالله انصاری در طبقات الصّوفیه در ذکر ابوالحسن نوری آورده‌است: «مشایخ بغداد گفته‌اند نوری را که: صاحب الوفاء، والجنید صاحب الحرمة، و رُوَیم صاحب الادب، و الرودباری صاحب الحفاظ، و الشبلی مستغرق فی وجده، و ابن عطا صاحب غیرة.»
خواجه عبدالله انصاری در شرح حال علی بن بندار بن الحسین الصوفی صیرفی ذکر می‌کند: «ابوالحسین از أجلّهٔ مشایخست از متاخّران در نشاپور، از اقران نصرآبادی و بوعثمان مغربی و بوعبداللهّ خفیف و جز ایشان، علی امامست روزی‌مند از دیدار مشایخ…. … و به مصر با بوکر مصری و با بوبکر زقاق و بوعلی رودباری صحبت کرده و مشایخ جهان دیده و حدیث بسیار داشت و ثقه بود در حدیث پیغامبرصلی الله علیه وسلم.» جامی نیز در نفحات الانس بر اساس همین منبع در شرح حال علی بن بندار بن الحسین الصوفی صیرفی آورده: «از طبقهٔ خامسه است. کنیت او ابوالحسن است. از بزرگان متأخّرین مشایخ نشابور است. روزی‌مند بوده از دیدار مشایخ و مرزوق از صحبت ایشان. … در مصر با ابوبکر مصری و ابوبکر دقاّق و ابوعلی رودباری.»
همچنین جامی در نفحات الانس در شرح حال ابوالقاسم رازی آورده: «نام وی جعفر بن احمد بن محمّد است. به نشابور نشستی و صحبت با ابن عطا و محمّدبن ابی الحواری و ابوعلی رودباری رحمهم اللهّ تعالی داشته‌است.»
خواجه عبدالله انصاری در شرح حال ابوالحسن سُیُوطی ذکر می‌کند: «شیخ بوعلی رودباری گوید: که کس نبود در حال عطف ور یاران خود، چون بوالحسن سیوطی.» جامی نیز در نفحات الانس در شرح حال ابوالحسن سُیُوطی آورده: «شیخ ابوعلی رودباری گوید که هیچ‌کس در عطف و مهربانی یاران چون ابوالحسن سُیُوطی نبود.»
همچنین جامی در نفحات الانس در شرح حال ابوبکربن ابی سعدان آورده: «از طبقهٔ رابعه است. نام وی احمد بن محمّد بن ابی‌سعدان است. بغدادی است. از اصحاب جنید قُدسّ سرهّ از اقران رودباری. عالم‌تر مشایخ وقت بوده به علوم این طایفه.»
همچنین جامی در نفحات الانس در شرح حال ابوبکر الدُقّی آورده‌است: «از اقران ابوعلی رودباری بود و غیر او.»
قشیری در رسالهٔ قشیریه در شرح حال ابوالقاسم نصرآبادی آورده‌است: «و از ایشان بود ابوالقاسم ابراهیم بن محمدّالنصر آبادی، پیر خراسان بود اندر وقت خویش. صحبت شبلی و ابوعلی رودباری و مرتعش کرده بود.» جامی نیز در نفحات الانس در شرح حال ابوالقاسم نصرآبادی آورده‌است: «شبلی و واسطی را دیده بود، و با ابوعلی رودباری و مرتعش و ابوبکر طاهر ابهری، و غیر ایشان صحبت داشته.»

## برخی از گفته‌های ابوعلی رودباری
«شیخ[(منظور ابونصر سرّاج است)] گفت: دربارهٔ علی (ع) از احمد بن علی وجیهی شنیدم که گفت از ابوعلی رودباری شنیدم که جنید دربارهٔ علی (ع) گفته‌است: اگر او را جنگ‌ها به خود نمی‌داشتند ما از علم او بسیار بیشتر بهره‌مند می‌شدیم.»
ابوعلی رودباری گفت: علم ما اشارت است اگر به عبارت بدل شود، پوشیده می‌گردد.
ابوعلی رودباری گفت: یکی از گناهان کبیره آن است که خدا را در ذات خویش خیانت کنی و بپنداری که آنچه را که تو بدان رسیده‌ای هیچ‌کس به جز تو درنیافته است و سپس ادعایت را صَول (حمله‌وری (سازی بر کسی که از خدا حیا می‌کند چه این کارَت برای فراتر از خودت گستاخی و برای فروتر از خودت نشانهٔ کم خِرَدی و برای همانند خود بی‌ادبی است.»
«ابوعلی رودباری گفت: صولت بر آن کس که از تو بزرگتر است، زشت باشد؛ و با آن کس که مثلِ تو باشد، بدخویی است؛ و با آن کس که کمتر از تو است، عجز است.» عزالدین محمود کاشانی نیز در مصباح الهدایه و مفتاح الکفایه همین گفته را نقل کرده‌است: «ابوعلی رودباری گفته‌است: «اَلصَّوْلَةُ عَلیٰ مَنْ هُوَ فَوْقَکَ قِحَةٌ وَعَلیٰ مَنْ هُوَ مِثْلُکَ سُوءُ اَدَبٍ وَ عَلیٰ مَنْ هُوَ دُونَکَ عَجزٌ».»
«ابوعلی رودباری را رحمه الله پرسیدند از توحید. گفت: استقامت دل است به اثبات مفارقت تعطیل و انکار تشبیه؛ و توحید اندر این یک کلمه است و آن آنست کی هرچه اندر وهم تو صورت بندد و به فکرت تو بگذرد دانی که حق سبحانه و تعالی خلاف آنست دلیل قول خدای «لَیْسَ کَمِثْلِهِ شَیْءٌ وَ هُوَ السَّمیعُ الْبَصیر.».
ابوعلی رودباری گوید رَحِمَهُ الله: هرچه وهم گوید چنین است، عقل دلیل فرا نماید کی به خلاف آنست.»
«نقلست که جوانی مدّتی بر او بود چون بازمی‌گشت گفت: شیخ چیزی بگوید. گفت: ای جوانمرد اجتماع این قوم به وعده بود و پراکندن ایشان به مشاورت نه.
و گفت: وقتی درویشی بر ما آمد و بمرد او را دفن کردیم پس خواستم که روی او را باز کنم و بر خاک نهم تا خدای تعالی بر غریبی او رحمت کند چشم باز کرد و گفت: مرا دلیل می‌کنی پس از آن که ما را عزیز کرده‌است. گفتم: یا سیّدی! پس از مرگ زندگانی؟ گفت: آری من زنده و محبّان خدا زنده باشند؛ تو را ای رودباری فردا یاری دهم.
نقلست که گفت: یک چندگاهی من به بلاء وسواس مبتلا بودم در طهارت؛ روزی به دریا یازده بار فرو شدم و تا وقت فروشدنِ آفتاب آنجا ماندم که وضو درست نمی‌یافتم در میانه؛ رنجیده دل گشتم، گفتم: خدایا العافیة. هاتفی آواز داد از دریا که العافیة فی العلم. (جامی در نفحات الانس آورده‌است: «شیخ ابوعبداللهّ رودباری بر کنار دریا وسوسه‌ای داشت. طهارت می‌کرد. باد می‌آمد و دست و پای می‌ترکید و خون می‌آمد. وی درماند، گفت: «الهی! العافیه» واز دادند که: «العافیة فی العلم.» یعنی الشرّیعه.»)
ازو پرسیدند که صوفی کیست گفت: صوفی آنست که صوف پوشد بر صفا و بچشاند نفس را طعم جفا و بیندازد دنیا از پس قفا و سلوک کند به طریق مصطفی.
و گفت: صوفی که از پنج روزه گرسنگی بنالد او را به بازار فرستید و کسب فرمایید.
و گفت: تصوّف صفوت قربست بعد از کدورت بُعد.
و گفت: تصوّف معتکف بودن است بر در دوست و سر بر آستانهٔ در نهادن و از آنجا ناگذشتن اگر صد بار برانندت. (شقیری در رسالهٔ قشیریه آورده‌است: «ابوعلی رودباری گوید تصوّف آنست که آستانهٔ دوست بالین کند و هر چند که برانند نرود.»)
و گفت: تصوّف عطاء احرارست.
و گفت: خوف و رجا دو بال مردند مانند مرغ چون هر دو بایستد مرغ بایستد و چون یکی بنقصان آید دیگر ناقص شود و چون هر دو نماند مرد در حدّ شرک بُوَد. (قشیری در رسالهٔ قشیریه آورده‌است: «ابوعلی رودباری راست گوید: خوف و رجاء دو بال مر غ‌اند چون راست باشند مرغ راست پَرَد و نیکو و چون یکی بنقصان آید دیگر ناقص شود و چون هر دو بشوند مرغ اندر حدّ هلاک افتد.». همچنین عزالدین محمود کاشانی در مصباح الهدایه آورده‌است که: «ابوعلی رودباری گفته‌است: «اَلْخَوفُ وَالرَّجاءُ کَجَناحَیِ الطائِرِ اِذَا اسْتَویا اِستَویَ الطَّی رُ وَتَمَّ فی طَیَرانِهِ».»)
و گفت: حقیقت خوف آن است که با خدای از غیر خدای نترسی.
و گفت: محبّت آن بُوَد که خویش را جمله به محبوب خویش بخشی و تو را هیچ بازنماند از تو (عزالدین محمود کاشانی در مصباح الهدایه آورده‌است: «ابوعلی رودباری گفته‌است: «مالَمْ تَخْرُجْ مِنْ کُلیَّتِکَ لَمْ تْدخُلْ فی حَدِّالْمَحَبَّةِ.».»)
و گفت: توحید استقامت دل است با ثبات با مفارقت تعطیل و انکار.
و گفت: نافع‌ترین یقینی آن بُوَد که حق‌تعالی را در چشم تو عزیز گرداند و مادون حق‌تعالی را خُرد و ناچیزگرداند و خوف و رجا در دل تو ثابت کند.
و گفت: جمع سرّ توحید است و تفرقه زبان توحید.
و گفت: آنچه بر ظاهر می‌گرداند از نعمت‌ها دلیل است بر آنچه در باطن می‌دارد از کرامت‌هاء بی‌نهایت.
و گفت: چگونه اشیا بدو حاضر آیند و جمله به ذوات فانی می‌شوند از خویش؛ و چگونه اشیا ازو غایب شوند و جمله ازو و صفات او ظهور می‌گیرند سبحانه مر آن خدای را که نه او را چیزی حاضر تواند آمدن و نه ازو غایب تواند شدن.
و گفت: حق‌تعالی دوست دارد اهل همّت را، از برای این اهل همّت او را دوست دارند.
و گفت: ما درین کار به جایی رسیده‌ایم چون تیزی شمشیر اگر هیچ گونه بجنبیم به دوزخ درافتیم.
و گفت: اگر دیدار او از ما زایل شود اسم عبودیه از ما ساقط گردد؛ یعنی زنده نمانیم. (هجویری در کشف المحجوب آورده‌است: «چنان‌که ابوعلی رودباری گفت، رحمة اللهّ علیه: «لو زالتْ عَناّ رُؤْیَتُه ماعَبَدْناهُ» اگر دیدار وی از ما زایل شود اسم عبودیت از ما ساقط گردد؛ که ما شرب عبادت جز از دیدار وی نیابیم.»)
و گفت: کمترین نفسی که آن نفس از اضطرار بود آن را نهایتی نبوَد.
و گفت: چنان‌که حق‌تعالی فریضه گردانید بر انبیاء علیهم السّلام ظاهر کردن معجزات و براهین، همچنان فریضه کرد بر اولیا پنهان کردن احوال و مقامات تا چشم اغیار بر آن نیفتد و کس آن را نبیند و نداند.
و گفت: هر که را در راه توحید نظر افتد برنهاد خود آن توحید او را از آتش برهاند.
و گفت: چون دل خالی گردد از چپ و راست و نفس از چپ و راست و روح از چپ و راست از دل حکمت پدید آید و از نفس خدمت و از روح مکاشفت و بعد از این سه چیز، دیدن صنایع او و مطالعهٔ سرایر او و مطالعهٔ حقایق او.
و گفت: علامت اینچه گفتم چه بود آن که ننگری از چپ و راست.
و پرسیدند از سماع گفت: من راضی‌ام بدانکه از سماع سر به سر خلاص یابم. گفتند: چه گویی در کسی که از سماع ملاهی چیزی بشنود؟ گوید مرا حلال است که به درجه‌ای رسیدم که خلاف احوال، در من اثر نکند؛ گفت: آری رسیده‌است ولیکن به دوزخ.
پرسیدند از حسد گفت: من درین مقام نبوده‌ام جواب نتوانم داد و امّا گفته‌اند الحاسد جاحد لانه لایرضی بقضاء الواحد.
و گفت: آفت از سه بیماری زاید؛ اوّل بیماری طبیعت، دوم بیماری ملازمت عادت، سیم بیماری فساد صحبت. گفتند: ای شیخ! بیماری طبیعت چیست؟ گفت: حرام خوردن. گفتند: ملازمت عادت چیست؟ گفت: به حرام نگریستن و غیبت شنیدن. گفتند: فساد صحبت چیست؟ گفت: به هر چه پدید آید در نفس متابعت آن کنی. (قشیری در رسالهٔ قشیریه آورده‌است: «ابوعلی رودباری گوید: آفت از سه چیز درآید، بیماری طبیعت و ملازمت عادت و فساد صحبت. گفتم: بیماری طبیعت چیست؟ گفت: حرام خوردن. گفتم: ملازمت عادت چیست؟ گفت: به حرام نگریستن و شنیدن. گفتم: فساد صحبت چیست؟ گفت: آنچه هرچه اندر نفس فرا دیدار آید از شهوات متابعت وی کنی.»)
و گفت: بنده، خالی نیست از چهار نفس؛ یا نعمتی که آن موجب شکر بُوَد، یا منّتی که موجب ذکر بُوَد، یا مِحنتی که موجب صبر بُوَد، یا ذلّتی که موجب استغفار بود.
و گفت: هر چیز را واعظی‌ست و واعظ دل حیاست و فاضل‌ترین گنج مؤمن حیاست از حق.
پرسیدند از وجد در سماع. گفت: مکاشفت اسرار است به مشاهدهٔ محبوب.
و گفت: طریقت میان صفت و موصوف است؛ هر که نظر کند به صفت محجوب بُوَد و هر که نظر کند به موصوف ظفر یابد.
و گفت: قبض اوّل اسباب است فنا را و بسط اوّل اسبابست بقا را.
و گفت: مرید آن بُوَد که هیچ نخواهد خود را جز آن که حق‌تعالی او را خواسته باشد و مرد آن بُوَد که هیچ نخواهد از کونین به جز از حق‌تعالی.
و گفت: ننگ‌ترین زندان‌ها همنشینی با نااهل‌ست.»
«محمد بن زبرقان گوید، که بوعلی رودباری گفت که: الطرف طهارة الضمایر، و الحیا خوف السّرایر؛ و حسین بن احمد الفارسی گوید که بوعلی رودباری گفت: علامة اعراض اللهّ عن العبدان یشغله بما لاینفعه. بوجعفر گوید، محمّد بن احمد للنجار که بوعلی رودباری گفت: «ما لم تخرج من کلیتک لم تدخل فی حد المحبة»
و بوالحسین گوید به شیراز که از علی بن احمد الحنظلی که از بوعلی رودباری شنیدم این ابیات که وی گفته‌است:
سامرت صفو صبابتی اشجانها خوف الهوی و غلبها نیرانها»
«بوعلی رودباری ‐رحمة اللهّ علیه ‐ گوید: فرود آمدن است بر در دوست و از آنجا ناجنبیدن، اگر چه برانند.
ابوعلی رودباری ‐رحمة اللهّ علیه‐ گفته‌است تفکر پنج وجه است:
۱‐ فکرتی هست در آیات و علامات حق‌تعالی، و نتیجهٔ او معرفت است.
۲‐ و فکرتی هست در عطای حق‌تعالی، و نتیجهٔ او محبّت است.
۳‐ و فکرتی هست در وعید حق‌تعالی، و از وی رغبت افزون شود.
۴‐ و فکرتی در حقایق نفس و رضای حق تعالی، و حیا ثمرهٔ آن است.
و این جمله شرفی عظیم دارد. مرد صاحب نظر باید که پیوسته در آینهٔ فکرت می‌نگرد و جمال حقایق می‌بیند.»

## درگذشت ابوعلی رودباری از زبان عطار نیشابوری
«و چون وقت وفاتش رسید خواهرش گوید سر بر کنار من داشت؛ چشم باز کرد و گفت: درهای آسمان‌ها گشاده است و بهشت آراسته و بر ما جلوه می‌کنند که یا باعلی ما تو را به جایی رسانیدیم که هرگز در خاطر تو نگذشته‌است و حوران نثارها می‌کنند و اشتیاق می‌نمایند و این دل ما می‌گوید: بحقّک لاأنظر لِغیرک. عمری دراز در انتظار کاری به سر بردیم برگ آن نیست که بازگردیم بر شوقی»